# Ecdyonurus venosus
Ecdyonurus venosus is een haft uit de familie Heptageniidae. De wetenschappelijke naam van de soort is voor het eerst geldig gepubliceerd in 1775 door Fabricius.
De soort komt voor in het Palearctisch gebied.